# Zootrophion endresianum
Zootrophion endresianum är en orkidéart som först beskrevs av Friedrich Fritz Wilhelm Ludwig Kraenzlin, och fick sitt nu gällande namn av Carlyle August Luer. Zootrophion endresianum ingår i släktet Zootrophion och familjen orkidéer. Inga underarter finns listade i Catalogue of Life.